# Vasil Mančenko
Vasil Mančenko (en bulgare : Васил Павлов Манченко), né le 5 avril 1931, à Grenoble, en France et décédé le 18 mai 2010, à Sofia, en Bulgarie, est un ancien joueur et entraîneur bulgare de basket-ball. Il a également été journaliste et chroniqueur à la télévision.